# 多納森維爾
多納森維爾（英語：Donalsonville）是一個位於美國喬治亞州塞米諾爾縣的城市。根據2010年美國人口普查，該地人口為2650人，而該地的面積約為10.30平方千米。同時該地也是塞米諾爾縣的縣治。

## 地理
多納森維爾的座標為31°02′27″N 84°52′42″W / 31.04083°N 84.87833°W，而該地的平均海拔高度為45米（即148英尺）。